# フィリップ・ル・ディスペンサー (初代ル・ディスペンサー男爵)
初代ル・ディスペンサー男爵フィリップ・ル・ディスペンサー（Philip le Despenser, 1st Baron le Despenser、1342年10月18日 – 1401年8月4日）は、イングランド貴族。大ディスペンサーの曽孫であり、1387年に議会招集令状を受けてル・ディスペンサー男爵に叙されたとされるが、子孫がル・ディスペンサー男爵として貴族院に招集されることはなかった。

## 生涯
サー・フィリップ・ル・ディスペンサー（Sir Philip le Despenser、1313年4月6日 – 1349年8月22日/23日）と妻ジョーン（1357年没）の息子として、1342年10月18日に生まれ、同日にリンカンシャーのゲドニーで洗礼を受けた。父は大ディスペンサーの次男フィリップの息子であり、母は第2代コバム男爵ジョン・ド・コバムの娘とされる。
7歳で父を失い、国王エドワード3世への忠誠の誓いが延期されたが、1363年12月1日に改めて忠誠の誓いをした。1378年にはランカスター公ジョン・オブ・ゴーントのブルターニュ公国遠征に随行した。
1387年12月17日から1400年10月3日まで「フィリッポ・ル・ディスペンサー」（Philippo le Despenser）という名前で議会招集令状を受け、これをもってル・ディスペンサー男爵に叙されたとされる。しかし、跡継ぎとなる息子がいたにもかかわらず、ル・ディスペンサーの子孫たちがこの男爵位の権利により貴族院に招集されることはなかった。
1401年8月4日にリンカンシャーのゴックスヒルで死去した。

## 家族
妻エリザベスとの間に下記の子女をもうけた。
- アリス（1392年没） - 1379年ごろ、ジョン・ド・サットン4世（英語版）と結婚[2]
- フィリップ（英語版）（1365年ごろ – 1424年6月20日） - 法律上の第2代ル・ディスペンサー男爵[1]
- ジョン[2]
- ロバート[2]